# 泸州港站
泸州港站是四川省泸州市龙马潭区安宁街道南溪路的铁路车站，原称泸州站，2021年4月30日改为现名，仅办理货运业务，邮政编码646100。车站隶属川铁（泸州）铁路有限责任公司，为一等站。车站曾于1995年办理过成都往返泸州的客运业务，一个月后取消。。

## 业务办理
不办理客运业务。